# Ferry Hoogendijk

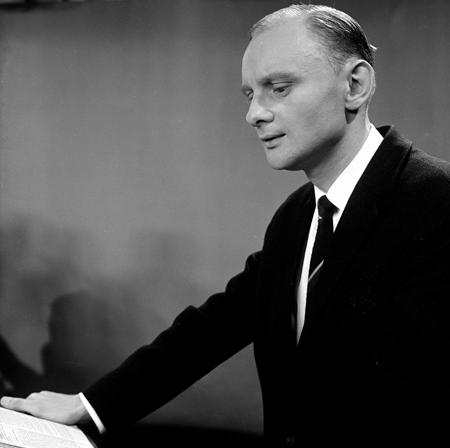
Ferry Hoogendijk in 1963

Ferdinand Alexander (Ferry) Hoogendijk (Gouda, 23 november 1933 – Naarden, 14 februari 2014) was een Nederlands politicoloog, journalist en politicus. Hij was onder andere hoofdredacteur van Elsevier en lid van de Tweede Kamerfractie van de LPF.

## Biografie
Hoogendijk studeerde politicologie aan de Gemeentelijk Universiteit te Amsterdam tot 1962, en promoveerde op 12 maart 1971 aan de Vrije Universiteit te Amsterdam tot doctor in de politieke wetenschappen, na wisseling van promotor (en universiteit). Als paranimfen traden Norbert Schmelzer en Haya van Someren op.
Hoogendijk begon in 1962 bij Elseviers Weekblad en werd in 1966 lid van de hoofdredactie. In 1975 werd hij algemeen hoofdredacteur van het weekblad, dat inmiddels Elseviers Magazine was gaan heten. Nadat zijn loopbaan bij Elsevier, waar hij de bijnaam Mister Schnabbel verwierf en in opspraak raakte wegens een verzwegen adviseurschap van oliemaatschappij Gulf Oil, in 1985 eindigde, richtte hij in 1986 samen met Aysso Reudink het internationale magazine European Affairs op. Na zijn pensionering zette Hoogendijk het kunsttijdschrift Art & Value op dat hij na een aantal jaren verkocht. Hoogendijk kwam nog even in het nieuws toen bleek dat hij ooit een advertentietekst had geschreven voor de campagne van Hans Wiegel, wetende dat deze campagne door Freddy Heineken werd bekostigd.
Op 12 februari 2002 bood hij Pim Fortuyn per fax zijn hulp aan. Hoogendijk hield zich onder meer bezig met de rekrutering voor de nieuwe partij van Fortuyn en haalde onder anderen zijn buurman Herman Heinsbroek de partij binnen. Bij de verkiezingen van dat jaar werd de LPF de op een na grootste partij en kwam Hoogendijk in de Tweede Kamer. De door hem gewenste functie van minister van Economische Zaken ging naar buurman Heinsbroek. Als Kamerlid hield Hoogendijk zich onder meer bezig met Defensie en was hij woordvoerder Economische Zaken. Hij gold als adviseur van LPF-lid Harry Wijnschenk, toen deze de macht overnam van Mat Herben, en manoeuvreerde de LPF-bestuurders John Dost en Peter Langendam naar een positie zonder veel invloed. Ook beschuldigde hij de rechter die over Volkert van der Graaf moest oordelen ervan een linkse activist te zijn. Op zijn beurt werd Hoogendijk er door Winny de Jong van beschuldigd zijn LPF-Kamerzetel te hebben gekocht. Bij de verkiezingen van 2003 verloor de LPF veel zetels. Hoogendijk keerde niet meer in de Tweede Kamer terug. Na zijn vertrek uit de Kamer hield hij zich vooral bezig met het kopen van kunst.
Hoogendijk was gehuwd en woonde in Naarden. Begin 2014 overleed hij thuis op 80-jarige leeftijd.

## Loopbaan
- Politiek commentator AVRO radio en televisie, van 1960 tot 1980
- Parlementair redacteur en hoofdredacteur Elseviers Weekblad, van 1962 tot 1967
- Lid hoofdredactie Elseviers Magazine, van 1972 tot 1985
- Medewerker informatieve programma's Veronica, van 1980 tot 1985
- Directeur Europese Research en Ontwikkeling Elsevier, vanaf 1985
- Hoofdredacteur European Affairs, van 1987 tot 1992
- Kunsthandelaar en redacteur Art & Value, na pensionering

## Politieke functies
- Vicevoorzitter Goudse jeugdgemeenteraad, van 1954 tot 1962
- Lid Jongeren Kontaktraad
- Lid Jongerenparlement
- Voorzitter Jongerenorganisatie Vrijheid en Democratie (JOVD), afdeling Gouda
- Lid hoofdbestuur JOVD
- Voorzitter VVD Mediacommissie, van 1980 tot 1987
- Lid Tweede Kamer der Staten-Generaal, van 2002 tot 2003
- Vice-fractievoorzitter LPF Tweede Kamer der Staten-Generaal, van 16 mei 2002 tot 28 augustus 2002
- Lid fractiebestuur LPF Tweede Kamer der Staten-Generaal, van 28 augustus 2002 tot 17 oktober 2002

## Onderscheidingen
- Officier in de Orde van Oranje-Nassau

## Trivia
- In Het jaar van Fortuyn (2022) wordt hij gespeeld door René Retèl.

## Publicaties
- Partijpropaganda in Nederland (dissertatie, 1971)
- In het holst van Hilversum (1982) ISBN 9789010043283

- Biografisch Portaal: 53079677
- Gemeinsame Normdatei: 112474763X
- International Standard Name Identifier: 0000 0003 9218 032X
- Nederlandse Thesaurus van Auteursnamen: 072269979
- Parlement.com: vg9fgopwwjzp
- RKD-Nederlands Instituut voor Kunstgeschiedenis: 464387
- Virtual International Authority File: 286140876
- WorldCat: E39PBJyxcFb3CmKTHTYR8F48YP